# Ianiropsis magnocula
Ianiropsis magnocula är en kräftdjursart som beskrevs av Robert J. Menzies 1952. Ianiropsis magnocula ingår i släktet Ianiropsis och familjen Janiridae. Inga underarter finns listade i Catalogue of Life.